# Al Comet

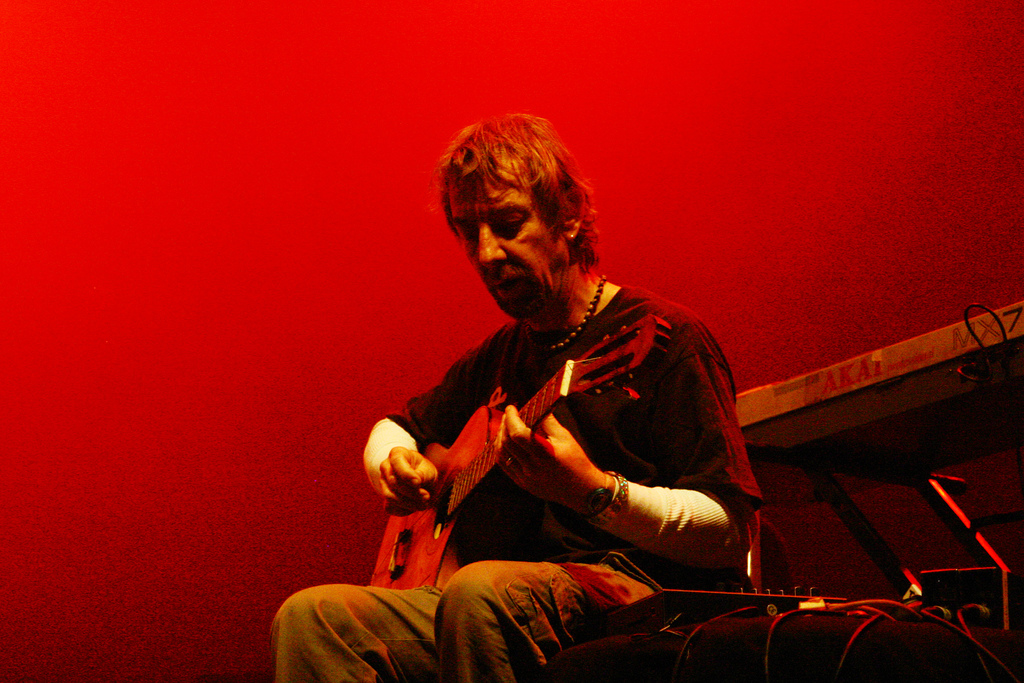
Al Comet

Al Comet (* 1959 in Freiburg, Schweiz; bürgerlich Alain Monod) war Keyboarder der Schweizer Rockband The Young Gods von 1989 bis 2012. Er hat unter dem Namen Al Comet mehrere Solo-Alben veröffentlicht, darunter das Projekt Sitarday, bei welchem er Sitar spielt. Er tritt auch solo auf.
Al Comets Song „Plus d’accordeon“ wurde zur Eröffnungszeremonie der Olympischen Winterspiele 1992 in Albertville ausgewählt.

## Diskografie
Alben:
- 1991: Europ Pirat Tour (live) (150 BPM Records)
- 1997: Comet (Play It Again Sam)
- 2000: Sitarday
- 2004: White Planet (Make Up, Sublabel von RecRec Medien AG)

Maxi-Singles:
- 1990: L.A.D (Lux Noise)

## Kompilationsbeiträge
- 1993: Tramper auf Trans Europs 2 (150 BPM Records)